# Giulio Giovanardi
Giulio Giovanardi (Roma, 14 aprile 1919 – Roma, 23 dicembre 2004) è stato un ingegnere italiano.
Specialista di Trazione Elettrica, fu un dirigente delle Ferrovie dello Stato e un docente universitario.

## Studi
Laureato in Ingegneria elettrotecnica nell'Università degli Studi di Roma "La Sapienza".

## Attività nelle Ferrovie dello Stato
Nel 1945 fu assunto come allievo ispettore e assegnato al reparto Trazione di Roma San Lorenzo.
Nel 1948, classificatosi secondo su duecentocinquanta concorrenti nel concorso per ispettore, fu nominato in ruolo e continuò a lavorare nella stessa sede del Compartimento di Roma.
Nel 1957 fu trasferito alla sede centrale di Firenze del Servizio Materiale e Trazione delle FS, e assegnato all'Ufficio Studi e Progettazione Mezzi di trazione, di cui dal 1967 al 1983 fu il direttore.
Specialista del progetto dei motori elettrici di trazione, diresse tutti i progetti di locomotive e automotrici delle FS sviluppati dall'Ufficio Studi e Progettazione Mezzi di trazione durante la sua permanenza in esso, e tra gli altri quello delle E.444.
Dal 1972 fino al pensionamento fu anche direttore dell'Istituto sperimentale delle Ferrovie dello Stato.

## Attività industriale
Per conto delle FS partecipò alle attività di diverse commissioni e gruppi di studio dell'UIC e dell'ORE, dell'UNI e del CEI.

## Docenza universitaria
Fino al 1991 fu docente di Costruzione di macchine elettriche nella Facoltà di Ingegneria dell'Università degli Studi di Roma "La Sapienza".

### Contributi scientifici
Ha pubblicato numerosi articoli nelle riviste del Collegio Ingegneri Ferroviari Italiani Ingegneria ferroviaria e La tecnica professionale. Della prima fu anche componente del Comitato di redazione.
Fu collaboratore delle pubblicazioni dell'Istituto della Enciclopedia italiana, e in particolare dell'Enciclopedia italiana, del Lessico universale italiano e del Dizionario enciclopedico italiano.

## Altre attività professionali
Dal 1948 fu socio del Collegio Ingegneri Ferroviari Italiani e collaboratore delle sue riviste Ingegneria ferroviaria e La tecnica professionale.

### Contributi biografici
- Ricordo di Giulio Giovanardi, in Ingegneria Ferroviaria, 60 (2005), n. 1, p. 23